# Дерута
Деру̀та (на италиански: Deruta) е град и община в Централна Италия, провинция Перуджа, регион Умбрия. Разположен е на 218 m надморска височина. Населението на общината е 9622 души (към 2010 г.).